# Ishar
Ishar ist eine Serie von Computer-Rollenspielen, welche von Silmarils entwickelt wurden. Der erste Teil, Ishar: Legend of the Fortress, erschien 1992, und wurde für die Systeme Amiga, Atari ST, MS-DOS und Apple Macintosh veröffentlicht. Ein Jahr später wurde Teil 2, Ishar: Messengers of Doom, veröffentlicht, und 1994 wurde die Serie mit Teil 3, Ishar: The Seven Gates of Infinity, abgeschlossen.

## Spielverlauf
Die Handlung verfolgt in jedem Teil zwar einen roten Faden, ist ansonsten aber recht nonlinear. Man steuert anfangs einen einzelnen Helden, kann seine Abenteurergruppe später aber auf bis zu 5 Gefährten ausbauen. Spielerisch bewegt man sich durch eine Welt in Pseudo-3D-Optik, die schrittweise aktualisiert wird und aus vorgezeichneten Kacheln besteht. Die Kämpfe erfolgen in Echtzeit.
Bemerkenswert an dieser Serie sind vor allem die beeindruckend realistisch gezeichneten Grafiken, durch die man sich bewegt. Ebenfalls auffallend ist die Integration verschiedener kleinerer Aspekte, die erst viel später in anderen Spielen Standard wurden. So ist es möglich, die eigene Gruppe taktisch zu positionieren, um Magier oder Bogenschützen in den hinteren Reihen zu schützen, während Krieger an der Front kämpfen. Es gibt Interaktion zwischen den Mitgliedern der eigenen Gruppe, die je nach Gesinnung mehr oder weniger gut miteinander auskommen, was bis zu Kämpfen in der Gruppe führen kann. Neuaufnahme und Wechsel von Gruppenmitgliedern erfolgt quasidemokratisch, die Gruppe stimmt darüber ab, ob ein neuer Held aufgenommen wird oder nicht, und ob jemand gehen darf, eine Entscheidung, die man als Spieler nicht beeinflussen kann. Es gibt ein einfaches Alchemiesystem, welches das recht umfangreiche Magiesystem ergänzt. In den Außenumgebungen und den Städten gibt es ein Tag- und Nachtsystem, welches die Umgebung beeinflusst. Zudem konnte in jedem Folgeteil die Gruppe des Vorgängers importiert werden.

## Vorgänger
Mit Crystals of Arborea erschien 1990 ein Quasi-Vorgänger der Ishar-Serie. Das verwendete Spielkonzept und die Technik ist größtenteils schon als Vorbild erkennbar, jedoch war das Spiel selbst deutlich einfacher und kürzer gehalten. Die Gruppe, mit der man unterwegs ist (7 Charaktere) wird vorgegeben, man bewegt sich viel in 2D-Karten, die man auch in Pseudo-3D durchlaufen kann, die Kämpfe finden in einer Draufsicht statt, die in einem schachbrettartigen Muster dargestellt wird.

## MUD
Seit 1994 gibt es auch ein freies, gleichnamiges Multi-User-Dungeon-Spiel.

## Neuveröffentlichung
Seit Juli 2009 ist die Ishar-Trilogy bei Good Old Games als kommerzieller Download erhältlich. Um die Spiele in der Neuveröffentlichung unter Windows lauffähig zu machen, wurde der DOS-Emulator DOSBox verwendet.